# Список храмов Калуги

Список храмов Калуги включает 30 православных церквей (в том числе старообрядческую и единоверческую), а также католический приход, синагогу и мечеть.
Большая часть ныне существующих церквей Калуги построена в конце XVII — первой половине XVIII веков в рамках генерального плана застройки, который предусматривал строительство каменных храмов вместо деревянных.
Наиболее ранние данные о церквях Калуги содержатся в описи 1626 года, согласно которой в городе с тысячей жителей имелась 21 деревянная церковь. По описи 1685 года храмов было уже 27. Почти все церкви были деревянными, за исключением Казанской в девичьем монастыре, Воскресенской, Никольской в крепости, Никитской и Покровской «под горой». В период между 1777—1790 годами по требованию генерального плана застройки из центра на городские окраины того времени было перенесено несколько храмов: Никольский, Алексеевский (ныне утрачен), Пятницкий, Жён Мироносиц и Космо-Дамианский. В то же время были полностью разобраны все деревянные храмы в городе, в результате чего древнерусской архитектуры в Калуге не осталось, так как на месте или взамен древних строились новые храмы в духе классицизма. Поэтому в архитектуре многих калужских храмов прослеживаются общие тенденции, отражающие особенности московской церковной архитектуры Петровского времени.
До революции в Калуге действовало 47 храмов — 29 приходских, 12 домовых, 2 военного ведомства и 4 монастырских. Домовые церкви прекратили своё существование в 1918 году согласно принятому в октябре того же года постановлению Калужского губисполкома. С 1920-х годов постепенно стали закрываться приходские храмы. К началу Великой Отечественной войны в городе осталось всего две действующих церкви: Георгиевский собор и Николо-Козинская. На сегодняшний день из существовавших до 1917 года сохранилось только 20 приходских, 1 монастырская и 2 домовые церкви.
Поскольку в XX веке территория города неоднократно расширялась, в состав Калуги вошли населенные пункты с собственными церквями. Также количество калужских храмов увеличилось за счёт строительства церквей в новых микрорайонах.

## Православные храмы
| Фотография                                                      | Название                                                                       | Адрес, координаты                                               | Годы постройки                                           | Статус                                                   | Примечания                                               |
| Сохранившиеся православные храмы, построенные до XX века        | Сохранившиеся православные храмы, построенные до XX века                       | Сохранившиеся православные храмы, построенные до XX века        | Сохранившиеся православные храмы, построенные до XX века | Сохранившиеся православные храмы, построенные до XX века | Сохранившиеся православные храмы, построенные до XX века |
| --------------------------------------------------------------- | ------------------------------------------------------------------------------ | --------------------------------------------------------------- | -------------------------------------------------------- | -------------------------------------------------------- | -------------------------------------------------------- |
|                                                                 | Свято-Троицкий кафедральный собор                                              | городской парк 54°30′27″ с. ш. 36°14′57″ в. д.                  | 1786—1819                                                | действ.                                                  | Кафедральный собор Калуги                                |
|                                                                 | Собор Георгия Победоносца «за верхом»                                          | улица Баумана, 14 54°30′47″ с. ш. 36°14′38″ в. д.               | 1700—1701                                                | действ.                                                  | с 1926 по 1999 год — кафедральный собор                  |
|                                                                 | Собор Казанской иконы Божией Матери                                            | Монастырский переулок, 1 54°30′12″ с. ш. 36°15′22″ в. д.        | 1903                                                     | не действ.                                               | Собор закрытого Казанского девичего монастыря            |
|                                                                 | Церковь Святых Жён-Мироносиц                                                   | улица Кирова, 21 54°30′54″ с. ш. 36°15′17″ в. д.                | 1798—1804                                                | действ.                                                  |                                                          |
|                                                                 | Церковь Усекновения Главы Иоанна Предтечи                                      | Московская улица, 30 54°30′51″ с. ш. 36°15′39″ в. д.            | 1735                                                     | действ.                                                  |                                                          |
|                                                                 | Церковь Святых мучеников и бессребреников Космы и Дамиана                      | улица Суворова, 177/76 54°30′53″ с. ш. 36°16′27″ в. д.          | 1794                                                     | действ.                                                  |                                                          |
|                                                                 | Церковь Рождества Христова в Кожевниках                                        | улица Энгельса 54°30′18″ с. ш. 36°16′48″ в. д.                  | 1797                                                     | действ.                                                  |                                                          |
|                                                                 | Церковь Николая Чудотворца на Козинке                                          | Николо-Козинская улица, 33 54°30′31″ с. ш. 36°16′18″ в. д.      | 1775—1779                                                | действ.                                                  |                                                          |
|                                                                 | Церковь Богоявления Господня                                                   | улица Кутузова, 21 54°30′13″ с. ш. 36°15′32″ в. д.              | 1746                                                     | действ.                                                  |                                                          |
|                                                                 | Церковь иконы Божией Матери «Знамение»                                         | Знаменская улица, 2 54°30′00″ с. ш. 36°15′40″ в. д.             | 1720—1731                                                | действ.                                                  | старообрядческая                                         |
|                                                                 | Церковь Казанской иконы Божией Матери (Храм Преображения Господня «под горой») | улица Подвойского, 8 54°30′12″ с. ш. 36°15′08″ в. д.            | 1709—1717                                                | действ.                                                  |                                                          |
|                                                                 | Церковь Рождества Пресвятой Богородицы (Никитский храм)                        | улица Ленина, 106 54°30′29″ с. ш. 36°15′21″ в. д.               | 1685                                                     | действ.                                                  |                                                          |
|                                                                 | Церковь Георгия Победоносца «за лавками»                                       | Воскресенская улица, 25/2 54°30′22″ с. ш. 36°15′27″ в. д.       | 1705                                                     | действ.                                                  |                                                          |
|                                                                 | Церковь Спаса Преображения «за верхом»                                         | Смоленская улица, 8 54°30′34″ с. ш. 36°14′13″ в. д.             | 1700                                                     | действ.                                                  |                                                          |
|                                                                 | Церковь Иконы Божией Матери Одигитрия за верхом                                | улица Академика Королёва, 38 54°30′44″ с. ш. 36°14′31″ в. д.    | 1750—1751                                                | жилой дом                                                |                                                          |
|                                                                 | Церковь Святых апостолов Петра и Павла (Пятницкая церковь)                     | улица Труда, 1а 54°31′22″ с. ш. 36°15′34″ в. д.                 | 1781                                                     | действ.                                                  |                                                          |
|                                                                 | Церковь Василия Блаженного                                                     | улица Герцена, 15 54°31′06″ с. ш. 36°15′20″ в. д.               | 1801                                                     | действ.                                                  |                                                          |
|                                                                 | Церковь Покрова Пресвятой Богородицы «на рву»                                  | улица Марата, 4 54°30′35″ с. ш. 36°15′02″ в. д.                 | 1687                                                     | действ.                                                  |                                                          |
|                                                                 | Церковь Успения Пресвятой Богородицы                                           | улица Достоевского, 2 54°30′46″ с. ш. 36°14′52″ в. д.           | 1754—1762                                                | действ.                                                  |                                                          |
|                                                                 | Церковь Сошествия Святого Духа                                                 | Старообрядческий переулок, 22 54°30′31″ с. ш. 36°15′53″ в. д.   | 1815—1823                                                | хлебозавод                                               | единоверческая                                           |
|                                                                 | Церковь Архистратига Михаила                                                   | улица Суворова, 117б 54°31′02″ с. ш. 36°15′28″ в. д.            | 1899                                                     | действ.                                                  |                                                          |
| Православные храмы населённых пунктов, вошедших в состав Калуги |                                                                                |                                                                 |                                                          |                                                          |                                                          |
|                                                                 | Церковь Рождества Пресвятой Богородицы на реке Калужке                         | Ждамирово, Покровская улица, 10 54°30′57″ с. ш. 36°22′51″ в. д. | 1760                                                     | действ.                                                  | На территории монастыря Калужской иконы Божией Матери    |
|                                                                 | Церковь Рождества Пресвятой Богородицы                                         | Ромоданово, Заречная улица, 18 54°30′05″ с. ш. 36°13′39″ в. д.  | 1680—1691                                                | действ.                                                  |                                                          |
| Православные храмы, построенные в XXI веке                      |                                                                                |                                                                 |                                                          |                                                          |                                                          |
|                                                                 | Церковь Иоанна Воина на Силикатном                                             | улица Гурьянова, 28 54°34′08″ с. ш. 36°13′32″ в. д.             | 1994—2005                                                | действ.                                                  |                                                          |
|                                                                 | Церковь Святого мученика Трифона                                               | Трифоновская улица, 13 54°33′51″ с. ш. 36°17′22″ в. д.          | 2000—2002                                                | действ.                                                  |                                                          |
|                                                                 | Церковь Серафима Саровского на Терепце                                         | бульвар Энтузиастов 54°34′08″ с. ш. 36°16′19″ в. д.             | 2008—2010                                                | действ.                                                  |                                                          |
|                                                                 | Церковь Вознесения Господня на Тайфуне                                         | Молодёжная улица, 41 54°31′50″ с. ш. 36°18′31″ в. д.            | 2008—2015                                                | действ.                                                  |                                                          |
|                                                                 | Церковь Георгия Победоносца и Димитрия Солунского в Анненках                   | улица Святослава Фёдорова 54°32′03″ с. ш. 36°10′35″ в. д.       | 2010                                                     | действ.                                                  |                                                          |
|                                                                 | Церковь Всех Святых (Турынино)                                                 | Турынино-1 54°31′03″ с. ш. 36°19′46″ в. д.                      | 2017—2018                                                | действ.                                                  |                                                          |
|                                                                 | Церковь Михаила Архангела на Северном                                          | Дальний переулок, 1 54°35′47″ с. ш. 36°15′28″ в. д.             |                                                          | строится                                                 |                                                          |

## Культовые сооружения других конфессий
| Фотография | Название                              | Адрес, координаты                                     | Открыт                | Статус  | Конфессия    |
| ---------- | ------------------------------------- | ----------------------------------------------------- | --------------------- | ------- | ------------ |
|            | Приход Святого Георгия Великомученика | ул. Поле Свободы, 127 54°31′18″ с. ш. 36°15′43″ в. д. | 1996                  | действ. | католичество |
|            | Калужская синагога                    | ул. Дзержинского, 39 54°30′47″ с. ш. 36°15′20″ в. д.  | 1913, повторно в 2013 | действ. | иудаизм      |
|            | Мечеть «Сунна»                        | ул. Анненки, 23 54°32′01″ с. ш. 36°09′53″ в. д.       | 2002                  | действ. | ислам        |

## Утраченные храмы Калуги
| Название                                                                                      | Современный адрес, координаты                                               | Годы постройки                | Разрушена                     | Примечания                                                                          |
| Утраченные православные храмы                                                                 | Утраченные православные храмы                                               | Утраченные православные храмы | Утраченные православные храмы | Утраченные православные храмы                                                       |
| --------------------------------------------------------------------------------------------- | --------------------------------------------------------------------------- | ----------------------------- | ----------------------------- | ----------------------------------------------------------------------------------- |
| Собор Рождества Христова                                                                      | ул. Широкая, 49 54°32′06″ с. ш. 36°14′42″ в. д.                             | 1650                          | 1929                          | Собор Лаврентьева монастыря (восстанавливается)                                     |
| Церковь Успения Пресвятой Богородицы                                                          | ул. Широкая, 49 54°32′07″ с. ш. 36°14′45″ в. д.                             | 1732                          | 1930-е                        | Церковь Лаврентьева монастыря                                                       |
| Церковь Воздвижения Честного Креста Господня                                                  | ул. Поле Свободы, [65] 54°31′34″ с. ш. 36°15′52″ в. д.                      | 1830                          | 1930-е                        | Преобразована в Крестовский монастырь                                               |
| Церковь митрополита Алексия в Ямской слободе (Церковь Всех Святых в Ямской слободе)           | ул. Карла Либкнехта, [13] 54°31′30″ с. ш. 36°16′10″ в. д.                   | 1785                          | 1930-е                        |                                                                                     |
| Церковь Благовещения                                                                          | сквер им. А. Т. Карпова 54°30′42″ с. ш. 36°15′40″ в. д.                     | 1718                          | 1947                          | пострадала от бомбы в 1941 году                                                     |
| Церковь Михаила Архангела                                                                     | ул. Ленина, [100] 54°30′33″ с. ш. 36°15′28″ в. д.                           | 1687                          | 1935                          |                                                                                     |
| Церковь Воскресения Христова на посаде                                                        | ул. Воскресенская, [10] 54°30′29″ с. ш. 36°15′31″ в. д.                     | сер. XVII в.                  | 1930-е                        |                                                                                     |
| Церковь Георгия Победоносца на Воробьёвке (Церковь Воздвижения Креста Господня на Воробьёвке) | ул. Воробьёвская, [9] 54°30′19″ с. ш. 36°15′10″ в. д.                       | 1710—1719                     | кон. 1940-х                   |                                                                                     |
| Церковь Илии Пророка за кузницами                                                             | ул. Кутузова, [12] 54°30′18″ с. ш. 36°15′20″ в. д.                          | 1659—1687                     | 1950-е                        | Переоборудована в общежитие, повреждена снарядом в годы Великой Отечественной войны |
| Церковь Покрова Пресвятой Богородицы «под горой»                                              | угол ул. Подвойского и ул. Детей Коммунаров 54°30′04″ с. ш. 36°15′25″ в. д. | 1889—1894                     | сер. XX в.                    | Переоборудована под пошивочный цех, взорвана в 1941 году                            |
| Церковь Преображения Господня на Жировке (Спасо-Слободская церковь)                           | ул. Салтыкова-Щедрина, [13] 54°30′08″ с. ш. 36°15′47″ в. д.                 | 1732                          | 1932                          |                                                                                     |
| Церковь Николая Чудотворца на Жировке (Николо-Слободская церковь)                             | ул. Луначарского, [53] 54°30′13″ с. ш. 36°15′44″ в. д.                      | 1691                          | после 1945                    |                                                                                     |